# Louis Louis-Dreyfus
Pour les articles homonymes, voir Dreyfus et Louis-Dreyfus.
Louis Louis-Dreyfus, né le 6 septembre 1867 à Zurich et mort le 10 novembre 1940 à Cannes, est un homme politique français.

## Biographie
Issu de la riche famille Louis-Dreyfus, Louis Louis-Dreyfus est le fils de Léopold Louis-Dreyfus et d’Émilie Lang. Marié à Emma Lévi, fille du baron Giorgio Levi et de Nina von Worms, il est le père de Jean Louis-Dreyfus (père de Robert Louis-Dreyfus) et de François Louis-Dreyfus (beau-père de Jacques Charrier), ainsi que le beau-père du banquier Jean Jules Rheims.
Il suit des études de droit, avant d'entrer dans les affaires familiales de négoce, banque et armement maritime (Groupe Louis-Dreyfus, Louis Dreyfus Armateurs), dont il devient associé. Dans ce cadre, il est en 1904 un des souscripteurs (250 actions sur un total de 3 900) du journal L'Humanité lors de sa création. Cette participation cesse en 1906 avec la liquidation de la première société. Durant la Première Guerre mondiale, il sert avec le grade de lieutenant et succède à son père en tant que consul général de Roumanie à Paris en 1915.
Louis était surnommé « Double-Louis » par le pamphlétaire et homme politique antisémite Léon Daudet. Il dirigea le Groupe Louis-Dreyfus, à la mort de son père. 
Il est député de la Lozère de 1905 à 1910, puis député des Alpes-Maritimes de 1930 à 1936 sous l'étiquette du parti des « Indépendants de gauche ». Membre notamment de la commission du commerce et de l'industrie à la Chambre, il est l'un des initiateurs de la loi du 31 décembre 1925 permettant la clause compromissoire dans les contrats commerciaux. Il crée et préside le groupe floral pour la défense des fleurs à parfum et pour la réglementation du marché de la fleur à Paris.
Il prend le contrôle du journal L'Intransigeant, dont il devient président du conseil d'administration.
Le 4 juillet 1937, il est élu au Sénat. À la Chambre haute, il préside le groupe floral et est membre de la commission de la marine. Il émet des inquiétudes face à un excès d'optimisme et défend des précautions contre le pangermanisme à la suite des accords de Munich, et prône la reprise des relations diplomatiques franco-italiennes. Le 10 juillet 1940, il vote les pleins pouvoirs constituants au maréchal Pétain.